# Белямин, Михаил Яковлевич
Михаил Яковлевич Белямин (1831—1908) — русский предприниматель, инженер-технолог.

## Биография
Родился 16 (28) января 1831 года в Санкт-Петербурге. Он был незаконнорожденным сыном Якова Александровича Дружинина. Фамилия шестерых незаконнорожденных детей Дружинина была образована от французского «belle amie» — «милый друг».
В 1849 году Михаил Белямин окончил Петербургский технологический институт со званием кондуктора 1 класса, золотой медалью и занесением имени на мраморную доску института. Его обучение оплачивала Николаевская железная дорога и поэтому он был обязан 12 летнюю служить на ней: занимал должности помощника машиниста, машиниста и механика ремонтного депо. По окончании обязательной службы он попытался начать своё дело, но безуспешно и вновь поступил на службу, заняв должность директора Сампсоньевского завода. Спустя некоторое время познакомился с Людвигом Эммануиловичем Нобелем и перешёл работать к нему; в 1878 году заведовал механическим заводом Нобеля в Санкт-Петербурге.
В 1879 году было создано акционерное общество «Товарищество нефтяного производства братьев Нобель» («Бранобель»), все ключевые посты в котором занимали шведы, норвежцы, финны и датчане. Исключением были: председатель совета Товарищества П. А. Бильдерлинг и член правления М. Я. Белямин, который, и составил Устав Товарищества, и был одним из десяти его учредителей (с паевым взносом в 25 тысяч рублей — менее 1% капитала компании).
После смерти Л. Э. Нобеля, с 1889 года Белямин был избран председателем правления Товарищества. Спустя 10 лет он оставил эту должность, требовавшую активную повседневную работу, но был выбран Председателем Совета Товарищества.
За свои труды Белямин был награждён орденом Св. Станислава 3-й степени и орденами Св. Владимира 4-й и 3-й степени, что дало ему право личного дворянства. В день 50-летия со дня окончания Технологического института он был назначен почётным членом Совета торговли и мануфактур. Он был также почётным членом Общества технологов.
В 1884 году Белямин купил у Зеленского особняк на Литейном проспекте, дом 15, в котором вместе с ним жили его дети с семьями. Кроме этого, его дочери Ольга, Юлия и Анна жили в квартире, занимавшей третий этаж дома, на Спасской улице, дом 9. М. Я. Белямин был также владельцем дачи в Царском Селе и усадьбы в Межутоках (Валдайский уезд Новгородской губернии). С 1886 года он был владельцем Сергиевского гвоздильного завода на Малой Охте. 
Умер 30 марта (12 апреля) 1908 года. 